# Born to Die
Born to Die es el primer álbum de estudio de la cantante y compositora estadounidense Lana Del Rey. Lanzado al mercado el 27 de enero de 2012, a través de los sellos discográficos Interscope Records, Polydor Records y Stranger Records. Lana Del Rey colaboró con productores como Patrik Berger, Jeff Bhasker, Chris Braide, Emile Haynie, Justin Parker, Rick Nowels Robopop Al Shux para lograr el sonido que ella deseaba para ese álbum.
Tras el lanzamiento del disco obtuvo críticas mayormente «favorables» por parte de los profesionales más grandes de música contemporáneas. El sitio web Metacritic recopiló treinta y ocho reseñas, recibiendo una calificación promedio de 62/100. Los críticos emitieron reseñas variadas, unos elogiaban la producción, mientras que su repetitividad y tendencias melodramáticas fueron una queja recurrente.
Por otra parte tuvo un buen desempeño comercial, además debutó en la mejor posición de las listas musicales más importantes en once territorios, entre ellos Australia, Austria, Suiza y el Reino Unido. Born to Die se convirtió en el quinto disco más vendido en el 2012, con un índice de 1,4 millones de ejemplares vendidos. Recibiendo una cantidad considerable de discos de oro, platino y diamante por el trabajo de este álbum, concedidas por diferentes organismos certificadores. Se estima que Born to Die, ha vendido aproximadamente 8.5 millones de copias a nivel mundial.
Para la promoción del primer disco los sellos discográficos lanzaron seis sencillos, de los cuales «Video Games», «Born to Die», «Blue Jeans» y «Summertime Sadness» lograron un desempeño moderado en ventas y listas musicales, mientras que los otros dos no tuvieron el mismo rendimiento. Adicional a eso la intérprete se embarcó en su primera gira musical titulada Born to Die Tour, recorriendo Europa, Norteamérica y Oceanía.
Actualmente es el álbum debut femenino con más tiempo en la historia del Billboard 200 con alrededor de 500 semanas en dicha lista. En 2022, diez años después de su lanzamiento, la Recording Academy le nombró uno de los álbumes más influyentes de la década pasada.

## Antecedentes
En 2008, Lana Del Rey publicó, bajo el nombre de Lizzy Grant, un EP de tres canciones titulado Kill Kill, mientras que en el 2010 lanzó su primer álbum de estudio titulado Lana Del Ray a.k.a. Lizzy Grant, producido por David Kahne. En una entrevista, Lana Del Rey indicó que: «David pidió trabajar conmigo solo un día después de tener mi maqueta. Él ha sido conocido como un productor con mucha integridad y que tenía un interés en hacer música que no era solo pop». El EP estuvo disponible para su compra en iTunes por un breve período antes de ser retirado por razones desconocidas. En junio de 2011, Lana firmó un contrato con Stranger Records, para lanzar su sencillo debut «Video Games» en octubre de 2011. Después de que el tema tuviera una buena recepción, la cantante firmó un acuerdo con Polydor Records e Interscope Records. En una entrevista por Rosie Swash de The Observer, Lana Del Rey reveló que: «solo puse esa canción [Video Games] en línea hace unos meses porque fue mi favorita. Siendo honesta, no iba a ser [lanzada como] sencillo, pero la gente ha respondido a ella. Me pongo muy triste cuando la toco. Aún lloro algunas veces cuando la canto». En una entrevista en el programa francés Taratata, dada en noviembre de 2011, Lana afirmó que el título del álbum sería Born to Die. En diciembre, Billboard informó que la cantante lanzaría el disco en enero de 2012. Finalmente, el álbum Born to Die se publicó el 27 de enero de 2012 en Brasil, Irlanda, y Reino Unido,  y el 31 de enero en los Estados Unidos.

## Recepción

### Comentarios de la crítica
Born to Die recibió comentarios polarizados por parte de los críticos. De acuerdo con Metacritic, recibió 62 puntos sobre 100, basados en treinta y siete revisiones de críticos profesionales, lo que indica que el primer álbum de la artista obtuvo «críticas generalmente favorables». Jaime Gill de BBC Music dijo que el disco «no es perfecto», y criticó la producción de canciones como «Dark Paradise». Sin embargo, comentó que Born to Die «es el álbum debut más distintivo desde el álbum homónimo de Glasvegas». Sal Cinemaqui de Slant Magazine lo calificó con cuatro de cinco estrellas, y comentó que: «irónicamente, la única debilidad del álbum es la potencia de su producción inmaculada, que puede ser un poco abrumadora a lo largo de doce canciones». Alexis Petridis de The Guardian dijo que las pistas «habían sido construidas magníficamente», y sostuvo que «Del Rey no tiene el equipamiento lírico para desarrollar una persona a través del disco». Greg Kot de Chicago Tribune le otorgó una reseña negativa, en la que comentó que la producción del disco tenía «instrumentos de cuerda dramáticos, efectos de sonidos espeluznantes, ruidos de campanas y guitarras twangy que conjuran imágenes de enormes espacios prohibidos con buitres sobrevolando». Rob Sheffield de la famosa revista Rolling Stone lo calificó con dos de cinco estrellas, y comentó que «la intérprete no estaba lista para hacer un disco» y que «es una sorpresa qué aburrido y triste es Born to Die». Kim Taylor Bennett de Time Out London dijo que «desafortunadamente, las composiciones se vienen abajo por la producción re-cocida: las canciones están repletas de instrumentos de cuerda que están marcados por muestras distractoras». John Bush de Allmusic dijo que «hay una diferencia que separa a "Video Games" del otro material en el disco, que se enfoca para el mismo objetivo- seductor, sensual, perdido- pero con ninguna con la misma gracia lírica, poder emocional o producciones simpáticas... un inicio dudoso» y le otorgó al álbum dos estrellas y media de cinco. Sputnikmusic dijo «lo peor de Born to Die es que incluso sus mejores canciones tiene problemas». Kitty Empire de The Observer calificó al disco con tres de cinco estrellas y dijo que, a diferencia de cantantes como Katy Perry y Lady Gaga con su «efusión hedónica», «la celebración de Del Rey está llena de tristeza».
John Capone de Prefix Magazine dijo que: «después de "Video Games", todo lo demás ha bajado con rapidez». Randall Roberts de Los Angeles Times alabó la voz de Lana Del Rey y destacó canciones como «Summertime Sadness» y «Dark Paradise». Lindsay Zoladz de Pitchfork Media calificó al disco con 5.5 puntos, llamándolo «un álbum lleno de orgasmos». NME lo calificó con 8 de 10 puntos, diciendo que: «aunque no es la mejor grabación pop, Born to Die marca la llegada de un nuevo pop».

### Desempeño comercial
Born to Die tuvo una buena recepción comercial. En Reino Unido, el disco vendió más de 50,000 en su primer día de lanzamiento. Además, vendió 116,745 copias en su primera semana, debutando en la primera posición del conteo UK Albums Chart. Con esto, Born to Die se convierte en el álbum con mejores ventas en su semana de lanzamiento en el Reino Unido del 2012. En Estados Unidos, el disco vendió 77,000 copias en su semana de lanzamiento, debutando en la segunda posición del Billboard 200. El álbum Born to Die a un mes de haber salido a la venta ha vendido más de 800.000 a nivel mundial. En 2014, se convirtió en el 3 disco de formato LP más vendido del mundo con ventas de 42,100. Mientras que en el primer cuarto del 2015 se reportaron ventas de aproximadamente 81,000 copias en dicho formato. Hasta enero de 2018, Born to Die ha vendido más de 10,000,000 de copias alrededor del mundo, combinando 7,870,000 en ventas de álbumes tradicionales, y 2,130,000 en servicios de streaming.

## Promoción

### Interpretaciones en directo
Lana apareció en el programa de televisión Later... with Jools Holland el 12 de octubre de 2011 e interpretó su sencillo «Video Games», la cual fue su primera presentación en vivo en la televisión británica. También interpretó la canción en The Premises. El sencillo también fue interpretado en el programa MTV Push de VH1 Brasil, en el programa holandés De Wereld Draait Door, y en el  Bowery Ballroom, donde según Eliot Glazer de New York, «Lana llegó influenciada de Nancy Sinatra». Mateo Perpetua de la revista Rolling Stone comentó acerca de la presentación de Lana en Bowert Ballroom, diciendo que «a pesar de que Lana estaba nerviosa, logró cantar con confianza, a pesar de la sexualidad malcriada y la petulencia juvenil, lo cual parece desagradable».
El 14 de enero de 2012, Del Rey interpretó «Video Games» y «Blue Jeans» en el programa estadounidense Saturday Night Live, el cual recibió críticas negativas, siendo criticado incluso por Brian Williams de la NBC, calificándolo como «la peor actuación en la historia de Saturday Night Live». Con esto, algunos presentadores del programa y otros famosos salieron a la defensa de la cantante. Daniel Radcliffe, quien fue el anfitrión del programa esa noche defendió a Lana, diciendo que las críticas hacia ella eran «más por su pasado y su familia y no por su actuación». Además de él, Andy Samberg, miembro del programa, defendió a la intérprete, diciendo:«La gente le ha tirado un montón de mierda. Yo vi en BriWi cuando Brian Williams dijo que fue la peor presentación. Pero "Video Games" es una buena canción». La actriz Rashida Jones comentó acerca del suceso, diciendo que «no envidia a nadie que se presenta en Saturday Night Live», además, también defendió a la cantautora, diciendo «Es un lugar difícil. Ella no actuó frente a una audiencia en vivo, pero es muy difícil cantar ahí».

### Sencillos
«Video Games» es el primer sencillo del primer álbum. Vertigo Records lo lanzó el 10 de octubre de 2011 en los Estados Unidos y Reino Unido. Alcanzó la posición 9 en Reino Unido y el número 1 en Alemania.
«Born to Die» es el segundo sencillo del disco, lanzado el 20 de enero de 2012. Su vídeo musical se filtró en internet el 14 de diciembre de 2011, el cual fue dirigido por Yoann Lemoine.
«Blue Jeans» fue anunciado como tercer sencillo del álbum, lanzado oficialmente el 8 de abril de 2012. El segundo video musical del tema ha sido estrenado el 19 de marzo de 2012 y fue dirigido por Yoann Lemoine.
«Summertime Sadness» será lanzado el 22 de junio de 2012 como el tercer sencillo en Alemania. Su vídeo musical fue grabado entre el 21 de abril hasta el 20 de mayo de 2012.
Dos meses después, el 20 de julio de 2012, Lana anuncio en su Facebook el lanzamiento oficial del vídeo que puede verse en su cuenta de Youtube.
«National Anthem» fue lanzado en el Reino Unido como el cuarto sencillo del disco el 8 de julio. El rodaje del video musical se llevó a cabo el 23 y 24 de mayo. Lana Del Rey subió un video tráiler a su cuenta de YouTube acerca del video musical de la canción. El 27 de junio Lana Del Rey subió el vídeo completo a su cuenta de YouTube, un vídeo de 7:40 minutos de duración, en el que Lana reencarna en la piel de Jacqueline Kennedy y Marilyn Monroe.
«Dark Paradise» fue escrita por la misma cantante y Rick Nowels, mientras que la producción estuvo a cargo de Emile Haynie. Nowels y Devrim Karaoglu produjeron la radio mezcla de la canción. La canción fue lanzada el 1 de marzo de 2013, por Universal Music Group y Vertigo Records, como el sexto y último sencillo de Born to Die.

#### Sencillos promocionales
- Del Rey lanzó «Off to the Races» como primer sencillo promocional del disco únicamente en los Países Bajos. Su video musical, dirigido por la intérprete, se estrenó el 22 de diciembre de 2011.
- La discográfica lanzó «Carmen» como segundo sencillo promocional el 26 de enero de 2012 en Alemania, Austria y Suiza. El 27 de febrero, la cantante reveló a través de su cuenta de Facebook que el video musical ya había sido terminado de editar y que sería el final de su trilogía con Yoann Lemoine. Finalmente, lo lanzó el 21 de abril. En julio el video fue borrado del canal de Lana Del Rey.

## Born to Die: The Paradise Edition

### Antecedentes
En una entrevista con RTVE el 15 de junio de 2012, Del Rey afirmó que empezó a trabajar en su nuevo disco, del cual ya había escrito cinco canciones y que estaba previsto que estuviese listo para noviembre.

## Impacto y aclamación retrospectiva
Born to Die es considerado uno de los álbumes más influyentes de la década de 2010. Sus líricas, la estética vintage y sonido han sido la inspiración para grandes estrellas del pop como Taylor Swift, Billie Eilish, Lorde, Melanie Martínez, Bad Bunny, Halsey, entre otros muchos más. La Recording Academy en 2022 señaló que Born to Die, "diez años después, ha pasado de empujar los límites a marcar tendencias dentro de la música y la cultura. [Del Rey] ha permitido que el pop sea triste, lo ha impulsado hacia su futuro de hip-hop y sensibilidades orquestales, y ha creado poderosas imágenes tan conmovedoras como memorables". Billboard incluyó la canción Born to Die en su lista de Canciones que definieron la década y la calificó de "uno de los momentos musicales más destacados del álbum".
A lo largo de los años, Born to Die ha recibido críticas retrospectivas, y muchos críticos y periodistas le han dado una segunda oportunidad. Por ejemplo, Meaghan Garvey, de Pitchfork, dijo que "es un fastidio rehacer el discurso de Born to Die ahora [...] una conversación tan tediosamente estrecha", elogiando el álbum como "emocionantemente rico". En 2021, Pitchfork lo incluyó en la lista de álbumes rectificados con un nuevo puntaje de 7.8/10, y Anna Gaca afirmó que "Born to Die resultó ser una señal de lo que estaba por venir, como las baladas pop de género agnóstico con ritmos de hip-hop, y la languidez depresiva que es más mainstream que nunca". Jesse Cataldo de Slant en 2021 nombró Born to Die el segundo mejor álbum de Del Rey, describiéndolo como un "esfuerzo de debut asombrosamente compuesto".

## Lista de canciones
| Born to Die |                               |          |  |
| N.º         | Título                        | Duración |  |
| 1.          | «Born to Die»                 | 4:46     |  |
| 2.          | «Off to the Races»            | 5:00     |  |
| 3.          | «Blue Jeans»                  | 3:30     |  |
| 4.          | «Video Games»                 | 4:42     |  |
| 5.          | «Diet Mountain Dew»           | 3:43     |  |
| 6.          | «National Anthem»             | 3:51     |  |
| 7.          | «Dark Paradise»               | 4:03     |  |
| 8.          | «Radio»                       | 3:35     |  |
| 9.          | «Carmen»                      | 4:08     |  |
| 10.         | «Million Dollar Man»          | 3:50     |  |
| 11.         | «Summertime Sadness»          | 4:25     |  |
| 12.         | «This Is What Makes Us Girls» | 3:58     |  |
| 49:28       |                               |          |  |

| Bonus tracks exclusivos de Target Corporation |               |          |  |
| N.º                                           | Título        | Duración |  |
| 13.                                           | «Without You» | 3:49     |  |
| 14.                                           | «Lolita»      | 3:40     |  |
| 1:00:43                                       |               |          |  |

| Bonus tracks de edición especial |               |          |  |
| N.º                              | Título        | Duración |  |
| 13.                              | «Without You» | 3:49     |  |
| 14.                              | «Lolita»      | 3:40     |  |
| 15.                              | «Lucky Ones»  | 3:45     |  |

| iTunes bonus track |                                   |          |  |
| N.º                | Título                            | Duración |  |
| 16.                | «Video Games» (Joy Orbison Remix) | 3:49     |  |

## Posicionamiento en listas
| País            | Lista (2012)                    | Mejor posición |
| --------------- | ------------------------------- | -------------- |
| Alemania        | German Albums Chart             | 1              |
| Austria         | Austrian Albums Chart           | 1              |
| Bélgica         | Belgian Albums Chart (Flanders) | 2              |
| Bélgica         | Belgian Albums Chart (Wallonia) | 1              |
| Canadá          | Canadian Albums Chart           | 3              |
| República Checa | Czech Republic Albums Chart     | 6              |
| Dinamarca       | Danish Albums Chart             | 3              |
| España          | Spanish Albums Chart            | 7              |
| Estados Unidos  | Billboard 200                   | 2              |
| Estados Unidos  | Digital Albums                  | 1              |
| Finlandia       | Finnish Albums Chart            | 5              |
| Francia         | French Albums Chart             | 1              |
| Países Bajos    | Dutch Albums Chart              | 2              |
| Irlanda         | Irish Albums Chart              | 1              |
| Italia          | Italian Albums Chart            | 5              |
| México          | Álbumes en inglés               | 11             |
| Polonia         | Polish Albums Chart             | 4              |
| Portugal        | Portuguese Albums Chart         | 3              |
| Reino Unido     | UK Albums Chart                 | 1              |
| Suecia          | Swedish Albums Chart            | 14             |
| Suiza           | Swiss Albums Chart              | 1              |

### Certificaciones
| País           | Organismo certificador | Certificación | Ventas certificadas | Simbolización | Ref.    |
| -------------- | ---------------------- | ------------- | ------------------- | ------------- | ------- |
| Argentina      | CAPIF                  | Oro           | 20 000              | ●             | [ 88 ]  |
| Alemania       | BVMI                   | 3x Platino    | 780 000             | 3▲            | [ 89 ]  |
| Australia      | ARIA                   | 2x Platino    | 140 000             | 2▲            | [ 90 ]  |
| Austria        | IFPI Austria           | 2x Platino    | 40 000              | 2▲            | [ 91 ]  |
| Canadá         | MC                     | Platino       | 160 000             | ▲             | [ 92 ]  |
| Colombia       | ASINCOL                | Oro           | 5 000               | ●             | [ 93 ]  |
| Estados Unidos | RIAA                   | Platino       | 3 000               | 1▲            | [ 95 ]  |
| España         | PROMUSICAE             | Platino       | 40 000              | ▲             | [ 96 ]  |
| Francia        | SNEP                   | Diamante      | 500 000             | ▲             | [ 97 ]  |
| Suiza          | IFPI Suiza             | 2x Platino    | 80 000              | 2▲            | [ 98 ]  |
| Polonia        | ZPAV                   | Diamante      | 100 000             | ▲             | [ 99 ]  |
| Reino Unido    | BPI                    | 3x Platino    | 1 109 900           | 3▲            | [ 100 ] |
| México         | AMPROFON               | Platino + Oro | 90 000              | ▲             | [ 101 ] |
| Bélgica        | BEA                    | Platino       | 30 000              | ▲             | [ 102 ] |
| Brasil         | ABPD                   | 2x Platino    | 80 000              | 2▲            | [ 103 ] |
| Dinamarca      | IFPI Dinamarca         | Platino       | 20 000              | ▲             | [ 104 ] |
| Hungría        | Mahasz                 | Oro           | 3 000               | ●             | [ 105 ] |
| Irlanda        | IRMA                   | 2x Platino    | 30 000              | 2▲            | [ 106 ] |
| Italia         | FIMI                   | Platino       | 60 000              | ▲             | [ 107 ] |
| Nueva Zelanda  | RMNZ                   | Platino       | 15 000              | ▲             | [ 108 ] |
| Portugal       | AFP                    | 2x Platino    | 40 000              | 2▲            | [ 109 ] |
| Rusia          | NFPF                   | Platino       | 10 000              | ▲             | [ 110 ] |
| Suecia         | GLF                    | 2x Platino    | 80 000              | 2▲            | [ 111 ] |
| Noruega        | IFPI Noruega           | Oro           | 15 000              | ●             | [ 112 ] |

## Born to Die - The Paradise Edition
Born to Die - The Paradise Edition —en español: ‘Nacimos para morir - La edición Paraíso’— es la reedición del segundo álbum de estudio, Born to Die (2012), de la cantante y compositora estadounidense Lana Del Rey. Lanzado a través de los sellos discográficos Interscope Records, Polydor Records y Stranger Records el 9 de noviembre de 2012, diez meses después del lanzamiento del original. El disco contiene ocho canciones nuevas, que se publicaron de forma simultánea en el extended play Paradise (2012). Aún después de haber trabajado con varios productores en Born to Die, Emile Haynie y Rick Nowels son los únicos productores que aparecen en ambas ediciones.
Born to Die - The Paradise Edition tuvo un éxito moderado en los charts europeos, debutando en la cuarta posición en Polonia y sexta en Bélgica. Tuvo como principales sencillos a «Ride» y «Burning Desire» quienes se realizaron el 25 de septiembre de 2012, un remezcla le valió el sexto lugar en las listas más importantes a Lana Del Rey, quien fue hecho por el disc-jockey Cedric Gervais y fue lanzado el 11 de julio de 2013, al quien le valió un premio Grammy.
En una entrevista con RTVE el 15 de junio de 2012, Del Rey anunció que estaba trabajando en un nuevo álbum para noviembre, para el cual ya había escrito cinco canciones, nombrando tres de ellas: "Will You Still Love Me When I'm No Longer Young and Beautiful", "In the Land of Gods and Monsters" y "I Sing the Body Electric". En una entrevista con Tim Blackwell para Nova FM en Melbourne, Australia, Lana dijo que su próximo trabajo no sería un nuevo álbum de estudio, sería más un EP, al cual describió como la edición Paraíso de Born to Die. El álbum se dispuso para la preventa con la inmediata descarga de una canción extra, "Burning Desire". Las nueve canciones estuvieron disponibles en CD y disco de vinilo titulado Paradise, y en una versión especial de dos discos incluyendo Born to Die, un disco de remezclas, un DVD con siete videos, y un disco de vinilo de 7" de "Blue Velvet".

## Lista de canciones

### Disco 1
| Born to Die |                               |                                            |                                         |          |  |
| N.º         | Título                        | Escritor(es)                               | Productor(es)                           | Duración |  |
| 1.          | «Born to Die»                 | Lana Del Rey • Justin Parker               | Emile Haynie • Parker (vocal)           | 4:46     |  |
| 2.          | «Off to the Races»            | Lana Del Rey • Tim Larcombe                | Patrik Berger • Haynie                  | 5:00     |  |
| 3.          | «Blue Jeans»                  | Lana Del Rey • Haynie • Dan Heath          | Haynie                                  | 3:30     |  |
| 4.          | «Video Games»                 | Lana Del Rey • Parker                      | Robopop                                 | 4:42     |  |
| 5.          | «Diet Mountain Dew»           | Lana Del Rey • Mike Daly                   | Haynie • Jeff Bhasker (coproductor)     | 3:43     |  |
| 6.          | «National Anthem»             | Lana Del Rey • Parker                      | Haynie                                  | 3:51     |  |
| 7.          | «Dark Paradise»               | Lana Del Rey • Nowels                      | Emile Hayne • Rick Nowels (coproductor) |          |  |
| 8.          | «Radio»                       | Lana Del Rey • Parker                      | Haynie                                  | 3:35     |  |
| 9.          | «Carmen»                      | Lana Del Rey • Parker                      | Haynie                                  | 4:08     |  |
| 10.         | «Million Dollar Man»          | Lana Del Rey • Chris Braide                | Haynie                                  | 3:50     |  |
| 11.         | «Summertime Sadness»          | Lana Del Rey • Nowels                      | Haynie                                  | 4:25     |  |
| 12.         | «This is What Makes us Girls» | Lana Del Rey • Tim Larcombe • Jim Irvin    | Haynie • Al Shux                        | 3:58     |  |
| 13.         | «Without You»                 | Lana Del Rey • Sacha Skarbek               | Haynie                                  | 3:49     |  |
| 14.         | «Lolita»                      | Lana Del Rey • Liam Howe • Hannah Robinson | Haynie • Howe (coproductor)             | 3:40     |  |
| 15.         | «Lucky Ones»                  | Lana Del Rey • Nowels                      | Haynie • Nowels (coproductor)           | 3:45     |  |
| 1:00:02     |                               |                                            |                                         |          |  |

### Disco 2
| Paradise |                   |                                           |                           |          |  |
| N.º      | Título            | Escritor(es)                              | Productor(es)             | Duración |  |
| 1.       | «Ride»            | Lana Del Rey • Justin Parker              | Rick Rubin                | 4:49     |  |
| 2.       | «American»        | Lana Del Rey • Rick Nowels • Emile Haynie | Nowels • Haynie           | 4:08     |  |
| 3.       | «Cola»            | Lana Del Rey • Nowels                     | Nowels • DK (coproductor) | 4:20     |  |
| 4.       | «Body Electric»   | Lana Del Rey • Nowels                     | Nowels • Dan Heath        | 3:53     |  |
| 5.       | «Blue Velvet»     | Lee Morris • Bernie Wayne                 | Haynie                    | 2:38     |  |
| 6.       | «Gods & Monsters» | Lana Del Rey • Tim Larcombe               | Larcombe • Haynie         | 3:57     |  |
| 7.       | «Yayo»            | Lana Del Rey                              | Heath • Haynie            |          |  |
| 8.       | «Bel Air»         | Lana Del Rey • Heath                      | Heath                     | 3:57     |  |
| 31:23    |                   |                                           |                           |          |  |

| Pista adicional de iTunes |                  |          |  |
| N.º                       | Título           | Duración |  |
| 9.                        | «Burning Desire» | 3:51     |  |
| 35:14                     |                  |          |  |

## Posicionamiento en listas
| Lista (2012)                        | Mejor posición |
| ----------------------------------- | -------------- |
| Australia (ARIA)                    | 17             |
| Bélgica (Ultratop Flandes)          | 6              |
| Bélgica (Ultratop Valonia)          | 15             |
| Países Bajos (Album Top 100)        | 15             |
| Japón Japanese Albums               | 35             |
| Nueva Zelanda (Recorded Music NZ)   | 6              |
| Finlandia (Suomen virallinen lista) | 22             |
| Polonia (ZPAV)                      | 4              |
| Suecia (Sverigetopplistan)          | 22             |

## Historial de lanzamiento
| País           | Fecha                 | Formato                    | Referencia              |
| -------------- | --------------------- | -------------------------- | ----------------------- |
| Alemania       | 27 de enero de 2012   | CD descarga digital LP     | [ 121 ] [ 122 ] [ 123 ] |
| Irlanda        | 27 de enero de 2012   | CD descarga digital LP     | [ 124 ]                 |
| Francia        | 30 de enero de 2012   | CD descarga digital        | [ 125 ] [ 126 ]         |
| Reino Unido    | 30 de enero de 2012   | CD descarga digital LP     | [ 127 ] [ 128 ] [ 129 ] |
| Estados Unidos | 31 de enero de 2012   | CD descarga digital        | [ 130 ] [ 131 ]         |
| Australia      | 3 de febrero de 2012  | CD                         | [ 132 ]                 |
| Japón          | 8 de febrero de 2012  | CD CD/DVD descarga digital | [ 133 ]                 |
| Estados Unidos | 21 de febrero de 2012 | LP                         | [ 134 ]                 |

### Certificaciones
| País          | Organismo certificador | Certificación | Ventas certificadas | Simbolización |
| ------------- | ---------------------- | ------------- | ------------------- | ------------- |
| Australia     | ARIA                   | Platino       | 70 000              | ▲             |
| Francia       | SNEP                   | Oro           | 50 000              | ●             |
| Nueva Zelanda | RMNZ                   | Platino       | 15 000              | ▲             |